# 戈波獎
戈波獎（羅馬尼亞語：Premiile Gopo）是羅馬尼亞的電影獎項，於2007年開始頒發。

## 獎項
- 最佳電影
- 最佳導演
- 最佳男主角
- 最佳女主角
- 最佳男配角
- 最佳女配角
- 最佳攝影
- 最佳服裝設計
- 最佳歐洲電影

## 外部連結
- 官方網站 （页面存档备份，存于）（罗马尼亚文）